# Premios Emmy de Noticia y Documental
Premios Emmy de Noticia y Documental se presentan por la Academia Nacional de Artes y Ciencias de la Televisión  (NATAS) en reconocimiento a la excelencia en las noticias nacionales y la programación de documentales de los Estados Unidos. Ceremonias en general, se llevan a cabo en el otoño,se divide en cerca de 40 categorías.
Sólo dos categorías de premios honor de programación de noticias locales. El resto de los premios Emmy para las noticias locales y la programación de documental.

## Categorías
- Noticiario en horario regular
  - Mejor Cobertura de noticia  de última hora
  - Mejor Cobertura excepcional de una noticia
  - Mejor Reportaje Destacado
  - Mejor Periodismo de investigación
  - Asuntos pendientes y Presentación de Informes Económicos
- Revista de Noticias
  - Cobertura excepcional de una noticia de última hora
  - Cobertura excepcional de una noticia
  - Reportaje Destacado
  - periodismo de investigación pendientes
  - Asuntos pendientes y Presentación de Informes **Económicos
- Versión Larga
  - Cobertura en vivo pendientes de una noticia actual
  - Continuo de la cobertura excepcional de una noticia
  - periodismo de investigación pendientes
  - Programación Informativo pendientes
  - Programación Histórica Sobresaliente
  - Asuntos pendientes y Presentación de Informes Económicos
- Pendiente de programación
  - Arte y Cultura
  - Ciencia y Tecnología
  - Naturaleza
  - Entrevista Sobresaliente
  - Mejor historia de un noticiero en horario regular
  - Mejor Informe en una revista de noticias
  - Mejor Documental
- Nuevos enfoques a Noticias y Documentales de programación:
  - Cobertura de Noticias actuales
  - Documentales
  - Arte, Estilo de vida y cultura
  - Dirección y diseño de iluminación escénica
  - Logro individual excepcional en:
  - Redacción
  - Investigación
  - Cinematografía - Naturaleza
  - Fotografía - Noticias Cobertura / Documentales
  - Directores de Iluminación
  - Edición
  - Edición de respuesta rápida-
  - Diseño Gráfico y Dirección de Arte
  - Música y Sonido
- Anuncio promocional pendientes:
  - Institucional
  - Episódico
- Historia sobresaliente Noticias Regionales -
  - Noticias deportivas
  - Periodismo investigatidor